# Émetteur de Moustoir-Ac
L'émetteur de Moustoir-Ac est un émetteur de radiodiffusion situé près de la commune de Moustoir-Ac, au lieu-dit Kerigo dans les Landes de Lanvaux dans le département du Morbihan, en Bretagne.
Il est composé d'un pylône de 142 mètres de haut et l'altitude du site est de 175 mètres, cet émetteur est une des plus hautes structures française.
Cet émetteur est situé à 30 km au nord de Vannes ; il dessert une grande partie du Morbihan et du sud Finistère, ainsi que l'ouest de la presqu'île guérandaise hors de portée de l'émetteur de Haute-Goulaine en Loire-Atlantique. C'est l'émetteur principal du Morbihan, il est actuellement exploité par la société TDF.
Ce site de diffusion est composé de plusieurs émetteurs :
- Pour la radio FM : 5 émetteurs de 20 kW PAR ;
- Pour la télévision numérique : 7 émetteurs UHF de 20 kW PAR.

## Télévision

### Diffusion en analogique
Les fréquences de cet émetteur en analogique étaient : 
| Numéro | Chaîne                                        | Canal | Puissance (PAR) |
| ------ | --------------------------------------------- | ----- | --------------- |
| 1      | TF1                                           | 50H   | 70 kW           |
| 2      | France 2                                      | 56H   | 70 kW           |
| 3      | France 3 Iroise                               | 53H   | 70 kW           |
| 4      | Canal+                                        | 5H    | 16 kW           |
| 5      | France 5 (de 3 h à 19 h) Arte (de 19 h à 3 h) | 58H   | 75 kW           |
| 6      | M6                                            | 48H   | 75 kW           |

Selon la concession signée le 20 novembre 1985 et la convention avec TDF, La Cinq a commencé à émettre le 30 septembre 1986 alors que le réémetteur de Lorient a débuté la diffusion le 30 juin.
Quant à TV6, dans sa concession signée le 21 février 1986 il était prévu dans le réseau multiville que cet émetteur soit mis en service avant mars 1990.
Pourtant le réémetteur de Lorient a été mis en service au 2e semestre 1986.
Les émetteurs analogiques de télévision en Bretagne ont été arrêtés le 8 juin 2010 en raison du passage au tout numérique.

### Diffusion numérique
| Multiplex | LCN              | Chaînes                                                          | Canal | Puissance (PAR) | Diffuseur |
| --------- | ---------------- | ---------------------------------------------------------------- | ----- | --------------- | --------- |
| R1        | 2 3 14 27 33     | France 2 France 3 Iroise France 4 France Info TébéSud            | 22H   | 20 kW           | Towercast |
| R2        | 8 15 16 17 18    | C8 BFM TV CNews CStar Gulli                                      | 25H   | 20 kW           | Towercast |
| R3        | 4 26 41 42 43 45 | Canal+ LCI Paris Première Canal+ Sport Canal+ Cinéma(s) Planète+ | 42H   | 20 kW           | Towercast |
| R4        | 5 6 7 9 22       | France 5 M6 Arte W9 6ter                                         | 48H   | 20 kW           | Towercast |
| R6        | 1 10 11 12 13    | TF1 TMC TFX NRJ 12 LCP                                           | 33H   | 20 kW           | Towercast |
| R7        | 20 21 23 24 25   | TF1 Séries Films L'Équipe RMC Story RMC Découverte Chérie 25     | 28H   | 20 kW           | Towercast |
| R9        | 52               | France 2 UHD                                                     | 26H   | 20 kW           | Towercast |

## Radio FM
L'émetteur de Moustoir-Ac diffuse aussi quelques radios publiques, dont France Bleu Armorique :
| Fréquence | Station               | Puissance (PAR) | RDS (PS) |
| --------- | --------------------- | --------------- | -------- |
| 88.6      | France Inter          | 20 kW           | __INTER_ |
| 91.8      | France Musique        | 20 kW           | MUSIQUE_ |
| 96.0      | France Culture        | 20 kW           | _CULTURE |
| 101.3     | France Bleu Armorique | 20 kW           | BLEUARMO |
| 105.5     | France Info           | 20 kW           | __INFO__ |

## Autres transmissions
TDF et Bouygues Télécom possèdent des relais en FH.

## Photos
Galerie de photos sur le site tvignaud.
Les photos se trouvent dans la région "Bretagne" puis Vannes - Moustoir'ac (56)".